# Campionato europeo maschile di pallamano 2012
Il Campionato europeo maschile di pallamano 2012 è stato la 10ª edizione del torneo organizzato dalla European Handball Federation, valido anche come qualificazione al Campionato mondiale maschile di pallamano 2013. Il torneo si è svolto dal 15 al 29 gennaio 2012 in Serbia. La Danimarca ha conquistato il titolo per la seconda volta, battendo in finale la Serbia per 21-19.
Gli incontri si disputarono in 5 stadi: il Pionir Hall e la Kombank Arena di Belgrado, l'Hala Čair di Niš, il Millennium Center di Vršac e lo SPC Vojvodina di Novi Sad.

## Assegnazione del torneo
La Serbia ha ottenuto l'organizzazione del torneo il 28 settembre 2008, durante il Congresso dell'European Handball Federation svolto a Vienna. La Serbia ha ottenuto 26 voti, contro i 23 della candidatura della Francia. La candidatura tedesca era stata ritirata in precedenza.

## Impianti
| Belgrado                          | Belgrado                       | Niš                       |
| --------------------------------- | ------------------------------ | ------------------------- |
| Pionir Hall Capacità: 8.100       | Kombank Arena Capacità: 11.500 | Hala Čair Capacità: 5.000 |
|                                   |                                |                           |
| Vršac                             | Novi Sad                       |                           |
| Millennium Center Capacità: 5.000 | SPC Vojvodina Capacità: 10.000 |                           |
|                                   |                                |                           |

## Qualificazioni

### Squadre qualificate
| Nazione    | Qualificata come       | Data di qualificazione | Precedenti partecipazioni1                               |
| ---------- | ---------------------- | ---------------------- | -------------------------------------------------------- |
| Serbia     | Nazione organizzatrice | 27 settembre 2008      | 1 (2010)                                                 |
| Francia    | Campione in carica     | 31 gennaio 2010        | 9 (1994, 1996, 1998, 2000, 2002, 2004, 2006, 2008, 2010) |
| Ungheria   | Vincente girone 1      | 13 marzo 2011          | 7 (1994, 1996, 1998, 2004, 2006, 2008, 2010)             |
| Macedonia  | Seconda girone 1       | 12 giugno 2011         | 1 (1998)                                                 |
| Croazia    | Vincente girone 2      | 13 marzo 2011          | 9 (1994, 1996, 1998, 2000, 2002, 2004, 2006, 2008, 2010) |
| Spagna     | Seconda girone 2       | 9 giugno 2011          | 9 (1994, 1996, 1998, 2000, 2002, 2004, 2006, 2008, 2010) |
| Polonia    | Vincente girone 3      | 12 giugno 2011         | 5 (2002, 2004, 2006, 2008, 2010)                         |
| Slovenia   | Seconda girone 3       | 12 giugno 2009         | 8 (1994, 1996, 2000, 2002, 2004, 2006, 2008, 2010)       |
| Svezia     | Vincente girone 4      | 8 giugno 2011          | 8 (1994, 1996, 1998, 2000, 2002, 2004, 2008, 2010)       |
| Slovacchia | Seconda girone 4       | 9 giugno 2011          | 2 (2006, 2008)                                           |
| Germania   | Vincente girone 5      | 8 giugno 2011          | 9 (1994, 1996, 1998, 2000, 2002, 2004, 2006, 2008, 2010) |
| Islanda    | Seconda girone 5       | 12 giugno 2011         | 6 (2000, 2002, 2004, 2006, 2008, 2010)                   |
| Norvegia   | Vincente girone 6      | 8 giugno 2011          | 4 (2000 2006, 2008, 2010)                                |
| Rep. Ceca  | Seconda girone 6       | 11 giugno 2011         | 6 (1996, 1998, 2002, 2004, 2008, 2010)                   |
| Danimarca  | Vincente girone 7      | 8 giugno 2011          | 8 (1994, 1996, 2000, 2002, 2004, 2006, 2008, 2010)       |
| Russia     | Seconda girone 7       | 8 giugno 2011          | 9 (1994, 1996, 1998, 2000, 2002, 2004, 2006, 2008, 2010) |

1 Il grassetto indica la vittoria del torneo.

## Sorteggio
Il sorteggio dei gironi si è svolto il 15 giugno 2011 a Belgrado.
| Urna 1                                      | Urna 2                                      | Urna 3                                 | Urna 4                                    |
| ------------------------------------------- | ------------------------------------------- | -------------------------------------- | ----------------------------------------- |
| - Polonia - Danimarca - Serbia - Slovacchia | - Germania - Svezia - Rep. Ceca - Macedonia | - Francia - Ungheria - Spagna - Russia | - Croazia - Norvegia - Islanda - Norvegia |

## Regolamento
Le 16 squadre partecipanti sono state divise in quattro gruppi di 4. Le prime tre classificate si sono qualificate per la seconda fase.

Le 12 squadre qualificate alla seconda fase sono state divise in due gruppi di 6, conservando i risultati degli scontri diretti della prima fase. Le prime due di ogni girone si sono qualificate per le semifinali.

Le prime tre squadre della classifica finale si sono qualificate per il Campionato mondiale maschile di pallamano 2013; Spagna e Francia erano già qualificate rispettivamente come paese organizzatore e come campione del mondo in carica.

La squadra campione d'Europa si è qualificata per le Olimpiadi di Londra 2012, mentre la seconda e la terza classificata partecipano al torneo di qualificazione pre-olimpico. La Francia è già qualificata per le Olimpiadi come campione del mondo in carica.

## Prima fase

### Gruppo A
| Squadra    | G | V | N | P | GF | GS | DR  | Punti |
| ---------- | - | - | - | - | -- | -- | --- | ----- |
| Serbia     | 3 | 2 | 1 | 0 | 67 | 61 | +6  | 5     |
| Polonia    | 3 | 2 | 0 | 1 | 86 | 72 | +14 | 4     |
| Danimarca  | 3 | 1 | 0 | 2 | 78 | 76 | +2  | 2     |
| Slovacchia | 3 | 0 | 1 | 2 | 70 | 92 | -22 | 1     |

| Belgrado 15 gennaio 2012, ore 18:15 UTC+1 | Polonia | 18 – 22 (7-11) | Serbia | Pionir Hall |

| Belgrado 15 gennaio 2012, ore 20:15 UTC+1 | Danimarca | 30 – 25 (15-12) | Slovacchia | Pionir Hall |

| Belgrado 17 gennaio 2012, ore 18:15 UTC+1 | Slovacchia | 24 – 41 (13-17) | Polonia | Pionir Hall |

| Belgrado 17 gennaio 2012, ore 20:15 UTC+1 | Serbia | 24 – 22 (10-12) | Danimarca | Pionir Hall |

| Belgrado 19 gennaio 2012, ore 18:15 UTC+1 | Polonia | 27 – 26 (10-14) | Danimarca | Pionir Hall |

| Belgrado 19 gennaio 2012, ore 20:15 UTC+1 | Serbia | 21 – 21 (13-6) | Slovacchia | Pionir Hall |

### Gruppo B
| Squadra   | G | V | N | P | GF | GS | DR | Punti |
| --------- | - | - | - | - | -- | -- | -- | ----- |
| Germania  | 3 | 2 | 0 | 1 | 77 | 74 | +3 | 4     |
| Macedonia | 3 | 1 | 1 | 1 | 76 | 71 | +5 | 3     |
| Svezia    | 3 | 1 | 1 | 1 | 83 | 84 | -1 | 3     |
| Rep. Ceca | 3 | 1 | 0 | 2 | 77 | 84 | -7 | 2     |

| Niš 15 gennaio 2012, ore 17:20 UTC+1 | Germania | 24 – 27 (9-14) | Rep. Ceca | Hala Čair |

| Niš 15 gennaio 2012, ore 19:30 UTC+1 | Svezia | 26 – 26 (14-13) | Macedonia | Hala Čair |

| Niš 17 gennaio 2012, ore 18:15 UTC+1 | Macedonia | 23 – 24 (12-12) | Germania | Hala Čair |

| Niš 17 gennaio 2012, ore 20:15 UTC+1 | Rep. Ceca | 29 – 33 (17-19) | Svezia | Hala Čair |

| Niš 19 gennaio 2012, ore 18:15 UTC+1 | Germania | 29 – 24 (20-15) | Svezia | Hala Čair |

| Niš 19 gennaio 2012, ore 20:15 UTC+1 | Rep. Ceca | 21 – 27 (12-12) | Macedonia | Hala Čair |

### Gruppo C
| Squadra  | G | V | N | P | GF | GS | DR | Punti |
| -------- | - | - | - | - | -- | -- | -- | ----- |
| Spagna   | 3 | 2 | 1 | 0 | 83 | 77 | +6 | 5     |
| Ungheria | 3 | 1 | 2 | 0 | 81 | 78 | +3 | 4     |
| Francia  | 3 | 1 | 0 | 2 | 77 | 79 | -2 | 2     |
| Russia   | 3 | 0 | 1 | 2 | 82 | 89 | -7 | 1     |

| Novi Sad 16 gennaio 2012, ore 18:15 UTC+1 | Francia | 26 – 29 (13-15) | Spagna | SPC Vojvodina |

| Novi Sad 16 gennaio 2012, ore 20:15 UTC+1 | Ungheria | 31 – 31 (19-19) | Russia | SPC Vojvodina |

| Novi Sad 18 gennaio 2012, ore 18:15 UTC+1 | Russia | 24 – 28 (11-16) | Francia | SPC Vojvodina |

| Novi Sad 18 gennaio 2012, ore 20:15 UTC+1 | Spagna | 24 – 24 (11-12) | Ungheria | SPC Vojvodina |

| Novi Sad 20 gennaio 2012, ore 18:15 UTC+1 | Spagna | 30 – 27 (17-11) | Russia | SPC Vojvodina |

| Novi Sad 20 gennaio 2012, ore 20:15 UTC+1 | Francia | 23 – 26 (14-12) | Ungheria | SPC Vojvodina |

### Gruppo D
| Squadra  | G | V | N | P | GF | GS | DR  | Punti |
| -------- | - | - | - | - | -- | -- | --- | ----- |
| Croazia  | 3 | 3 | 0 | 0 | 88 | 78 | +10 | 6     |
| Slovenia | 3 | 1 | 0 | 2 | 90 | 91 | -1  | 2     |
| Islanda  | 3 | 1 | 0 | 2 | 95 | 97 | -2  | 2     |
| Norvegia | 3 | 1 | 0 | 2 | 80 | 87 | -7  | 2     |

| Vršac 16 gennaio 2012, ore 18:10 UTC+1 | Norvegia | 28 – 27 (14-14) | Slovenia | Millennium Center |

| Vršac 16 gennaio 2012, ore 20:10 UTC+1 | Croazia | 31 – 29 (14-15) | Islanda | Millennium Center |

| Vršac 18 gennaio 2012, ore 18:10 UTC+1 | Slovenia | 29 – 31 (12-16) | Croazia | Millennium Center |

| Vršac 18 gennaio 2012, ore 20:10 UTC+1 | Islanda | 34 – 32 (18-20) | Norvegia | Millennium Center |

| Vršac 20 gennaio 2012, ore 18:10 UTC+1 | Islanda | 32 – 34 (13-17) | Slovenia | Millennium Center |

| Vršac 20 gennaio 2012, ore 20:10 UTC+1 | Croazia | 26 – 20 (13-8) | Norvegia | Millennium Center |

## Seconda fase
|  | Qualificata alle semifinali              |
|  | Qualificata alla finale per il 5º posto. |

### Gruppo I
| Squadra   | G | V | N | P | GF  | GS  | DR  | Punti |
| --------- | - | - | - | - | --- | --- | --- | ----- |
| Serbia    | 5 | 3 | 1 | 1 | 110 | 104 | +6  | 7     |
| Danimarca | 5 | 3 | 0 | 2 | 140 | 133 | +7  | 6     |
| Macedonia | 5 | 2 | 1 | 2 | 130 | 127 | +3  | 5     |
| Germania  | 5 | 2 | 1 | 2 | 132 | 129 | +3  | 5     |
| Polonia   | 5 | 2 | 1 | 2 | 132 | 136 | -4  | 5     |
| Svezia    | 5 | 0 | 2 | 3 | 124 | 139 | -15 | 2     |

| Belgrado 21 gennaio 2012, ore 16:15 UTC+1 | Polonia | 29 – 29 (9-20) | Svezia | Beogradska Arena |

| Belgrado 21 gennaio 2012, ore 18:15 UTC+1 | Danimarca | 33 – 32 (16-7) | Macedonia | Beogradska Arena |

| Belgrado 21 gennaio 2012, ore 20:15 UTC+1 | Serbia | 21 – 21 (12-7) | Germania | Beogradska Arena |

| Belgrado 23 gennaio 2012, ore 16:20 UTC+1 | Polonia | 25 – 27 (12-18) | Macedonia | Beogradska Arena |

| Belgrado 23 gennaio 2012, ore 18:20 UTC+1 | Danimarca | 28 – 26 (17-14) | Germania | Beogradska Arena |

| Belgrado 23 gennaio 2012, ore 20:20 UTC+1 | Serbia | 24 – 21 (14-11) | Svezia | Beogradska Arena |

| Belgrado 25 gennaio 2012, ore 16:15 UTC+1 | Polonia | 33 – 32 (18-17) | Germania | Beogradska Arena |

| Belgrado 25 gennaio 2012, ore 18:15 UTC+1 | Danimarca | 31 – 24 (18-11) | Svezia | Beogradska Arena |

| Belgrado 25 gennaio 2012, ore 20:15 UTC+1 | Serbia | 19 – 22 (10-11) | Macedonia | Beogradska Arena |

### Gruppo II
| Squadra  | G | V | N | P | GF  | GS  | DR  | Punti |
| -------- | - | - | - | - | --- | --- | --- | ----- |
| Spagna   | 5 | 4 | 1 | 0 | 143 | 130 | +13 | 9     |
| Croazia  | 5 | 3 | 1 | 1 | 137 | 128 | +11 | 7     |
| Slovenia | 5 | 2 | 0 | 3 | 153 | 156 | -3  | 4     |
| Ungheria | 5 | 1 | 2 | 2 | 125 | 130 | -5  | 4     |
| Islanda  | 5 | 1 | 1 | 3 | 143 | 146 | -3  | 3     |
| Francia  | 5 | 1 | 1 | 3 | 128 | 139 | -11 | 3     |

| Novi Sad 22 gennaio 2012, ore 16:10 UTC+1 | Ungheria | 21 – 27 (10-14) | Islanda | SPC Vojvodina |

| Novi Sad 22 gennaio 2012, ore 18:10 UTC+1 | Francia | 28 – 26 (14-15) | Slovenia | SPC Vojvodina |

| Novi Sad 22 gennaio 2012, ore 20:10 UTC+1 | Spagna | 24 – 22 (11-14) | Croazia | SPC Vojvodina |

| Novi Sad 24 gennaio 2012, ore 16:10 UTC+1 | Spagna | 31 – 26 (17-13) | Islanda | SPC Vojvodina |

| Novi Sad 24 gennaio 2012, ore 18:10 UTC+1 | Francia | 22 – 29 (12-11) | Croazia | SPC Vojvodina |

| Novi Sad 24 gennaio 2012, ore 20:10 UTC+1 | Ungheria | 30 – 32 (13-14) | Slovenia | SPC Vojvodina |

| Novi Sad 25 gennaio 2012, ore 16:10 UTC+1 | Francia | 29 – 29 (12-15) | Islanda | SPC Vojvodina |

| Novi Sad 25 gennaio 2012, ore 18:10 UTC+1 | Spagna | 35 – 32 (15-15) | Slovenia | SPC Vojvodina |

| Novi Sad 25 gennaio 2012, ore 20:10 UTC+1 | Ungheria | 24 – 24 (13-12) | Croazia | SPC Vojvodina |

## Fase finale
|  | Semifinali | Semifinali | Semifinali |           |        | Finale          | Finale          | Finale          |  |
|  |            |            |            |           |        |                 |                 |                 |  |
|  | Serbia     | Serbia     | 26         |           |        |                 |                 |                 |  |
|  | Serbia     | Serbia     | 26         |           |        |                 |                 |                 |  |
|  | Croazia    | Croazia    | 22         |           |        |                 |                 |                 |  |
|  | Croazia    | Croazia    | 22         |           | Serbia | Serbia          | 19              |                 |  |
|  |            |            |            |           | Serbia | Serbia          | 19              |                 |  |
|  |            |            | Danimarca  | Danimarca | 21     |                 |                 |                 |  |
|  | Spagna     | Spagna     | Danimarca  | Danimarca | 21     | 24              |                 |                 |  |
|  | Spagna     | Spagna     |            |           |        | 24              |                 |                 |  |
|  | Danimarca  | Danimarca  | 25         |           |        | Finale 3º posto | Finale 3º posto | Finale 3º posto |  |
|  | Danimarca  | Danimarca  | 25         |           |        |                 |                 |                 |  |
|  |            |            |            |           |        |                 |                 |                 |  |
|  |            |            |            |           |        | Croazia         | Croazia         | 31              |  |
|  |            |            |            |           |        | Croazia         | Croazia         | 31              |  |
|  |            |            |            |           |        | Spagna          | Spagna          | 27              |  |

### Semifinali
| Belgrado 27 gennaio 2012, ore 17:45 UTC+1 | Spagna | 24 – 25 (10-12) | Danimarca | Beogradska Arena |

| Belgrado 27 gennaio 2012, ore 20:15 UTC+1 | Serbia | 26 – 22 (13-14) | Croazia | Beogradska Arena |

### Finale 5º/6º posto
| Belgrado 27 gennaio 2012, ore 15:15 UTC+1 | Macedonia | 28 – 27 (16-12) | Slovenia | Beogradska Arena |

### Finale 3º/4º posto
| Belgrado 29 gennaio 2012, ore 14:30 UTC+1 | Croazia | 31 – 27 (13-12) | Spagna | Beogradska Arena |

### Finalissima
| Arbitri: | Kenneth Abrahamsen Arne M. Kristiansen |

|                                                                                                 |           | |
| Prodanović 4 Vučković 3 Vujin 2 Nikčević 2 Toškić 2 Ilić 2 Stojković 2 Manojlović 1 Beljanski 1 | Marcatori | 9 Hansen 3 Eggert Jensen 2 Lauge Schmidt 2 Markussen 2 Lindberg 1 Spellerberg 1 Toft Hansen 1 Søndergaard Sarup |

## Classifica finale
|  | Campione d'Europa, qualificata al Torneo olimpico 2012 e al Campionato mondiale maschile di pallamano 2013. |
|  | Qualificata al Torneo olimpico 2012 e al Campionato mondiale maschile di pallamano 2013.                    |
|  | Qualificata al Campionato mondiale maschile di pallamano 2013 e al torneo di qualificazione olimpica.       |
|  | Qualificata al torneo di qualificazione olimpica.                                                           |

| Pos.    | Nazione    |
| ------- | ---------- |
| Oro     | Danimarca  |
| Argento | Serbia     |
| Bronzo  | Croazia    |
| 4       | Spagna     |
| 5       | Macedonia  |
| 6       | Slovenia   |
| 7       | Germania   |
| 8       | Ungheria   |
| 9       | Polonia    |
| 10      | Islanda    |
| 11      | Francia    |
| 12      | Svezia     |
| 13      | Norvegia   |
| 14      | Rep. Ceca  |
| 15      | Russia     |
| 16      | Slovacchia |